# Ложниковское сельское поселение
Ложниковское се́льское поселе́ние — муниципальное образование в Тарском районе Омской области Российской Федерации.
Административный центр — село Ложниково.

## История
Статус и границы сельского поселения установлены Законом Омской области от 30 июля 2004 года № 548-ОЗ «О границах и статусе муниципальных образований Омской области»

## Население
| 2010 | 2011 | 2012 | 2013 | 2014 | 2015 | 2016 |
| ---- | ---- | ---- | ---- | ---- | ---- | ---- |
| 950  | ↘947 | ↘917 | ↘883 | ↘853 | ↘810 | ↘784 |
| 2017 | 2018 | 2019 | 2020 | 2021 | 2023 |      |
| ↘761 | ↘730 | ↘717 | ↘678 | ↘593 | ↘550 |      |

## Состав сельского поселения
| № | Населённый пункт | Тип населённого пункта       | Население |
| - | ---------------- | ---------------------------- | --------- |
| 1 | Кириллино        | село                         | ↘208      |
| 2 | Ложниково        | село, административный центр | ↘528      |
| 3 | Михайловка       | деревня                      | ↘101      |
| 4 | Чеченево         | деревня                      | ↘113      |